# Мельгунова Ірина Михайлівна
Ірина Михайлівна Мельгуно́ва (нар. 1 липня 1909, Харків — пом. 3 вересня 1981, Харків) — українська радянська скульпторка, педагогиня.

## Біографія
Народилася 1 липня 1909 року в Харкові. 1930 року закінчила Харківський художній інститут (викладач Л. Блох). Від 1944 викладала у ньому. У 1947—1969 роках — доцент кафедри скульптури. Серед учнів — О. Редькін, М. Овсянкін, В. Жариков.
З 1935 року брала участь в республіканських, а з 1938 року — всесоюзних мистецьких виставках.
Померла в Харкові 3 вересня 1981 року.

## Творчість

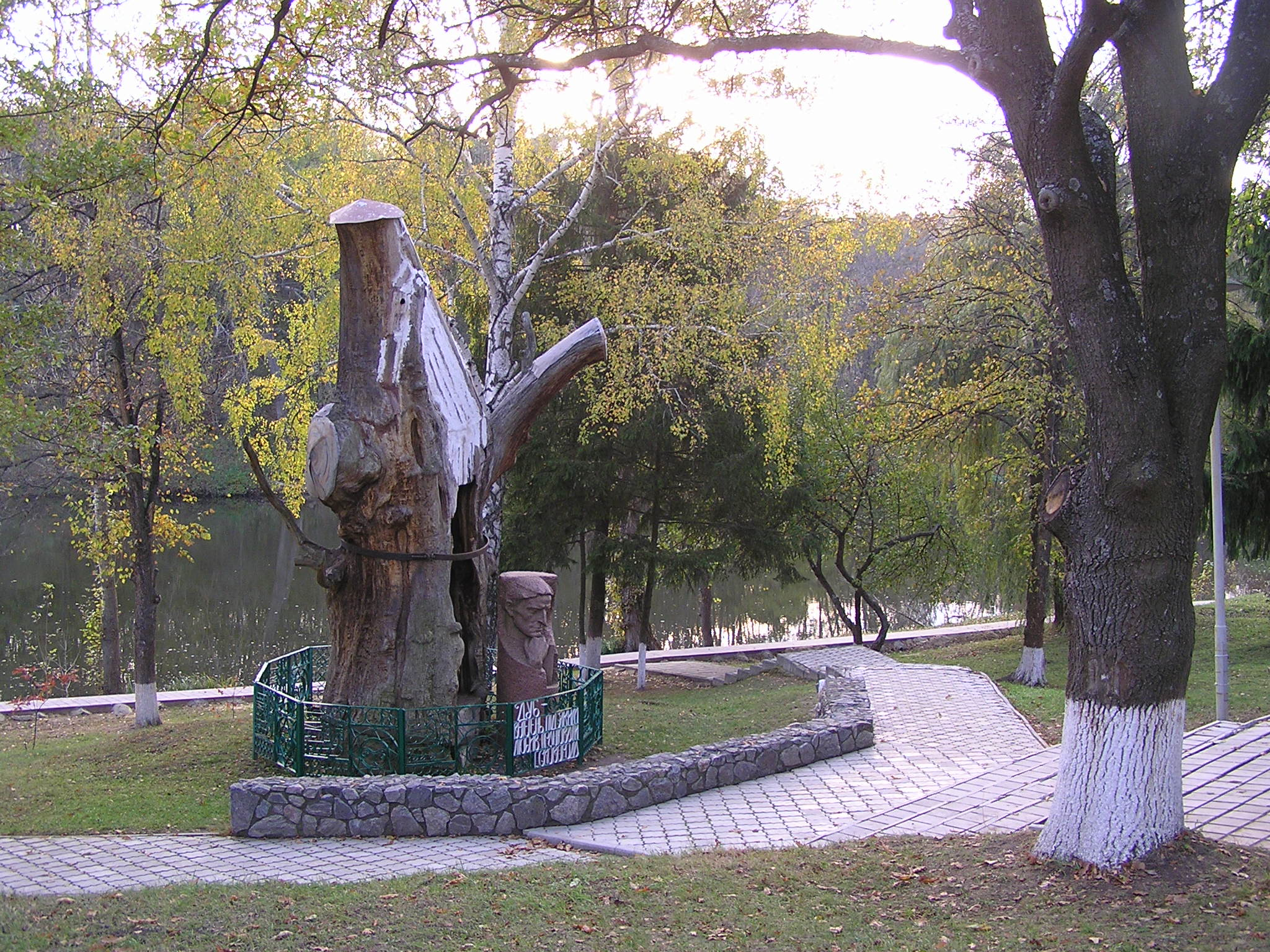
пам'ятник Г. Сковороді

Працювала в галузі станкової та монументально-декоративної скульптури. Створювала станкові портрети, горельєфи, рельєфи, пам'ятники. Твори:
- станкові скульптури:
  - «Дівчина заплітає косу» (1935);
  - «Художник Є. Мінюра» (1960);
  - «На оновленій землі» (1967);
  - «Т. Шевченко» (1969);
- горельєф «Текстильниця» (фасад Дніпропетровського універмагу, нині Дніпро, 1937);
- пам'ятник Г. Сковороді (1938, архітектор Д. Торубаров; село Сковородинівка Золочівського району Харківської області);
- рельєф М. Леонтовича (1968, Будинок культури у місті Тульчині Вінницької області).